# Joël Mall
Joël Mall, görögül: Ζοέλ Μολλ (Baden, 1991. április 5. –) ciprusi labdarúgó, a Servette kapusa.
Pályafutása kezdetétől sokáig az FC Aarau kapusa volt. 2010. március 21-én mutatkozott be az első csapatban, abban az idényben még egy mérkőzésen védett. A csapat első számú kapusává a 2011–12-es idényben vált, azóta a mérkőzések döntő többségén játszott. 2015 nyarán a Grasshoppers csapatához igazolt.
Tagja volt a svájci utánpótlás-válogatottnak, 2012-ben három Eb-selejtezőn játszott.

## Sikerei, díjai
Challenge League
- aranyérmes: 2013
- ezüstérmes: 2012